# Philotheca queenslandica
Philotheca queenslandica är en vinruteväxtart som först beskrevs av Cyril Tenison White, och fick sitt nu gällande namn av Paul Irwin Forster. Philotheca queenslandica ingår i släktet Philotheca och familjen vinruteväxter. Inga underarter finns listade i Catalogue of Life.